# Stadtteilpark Linden-Süd

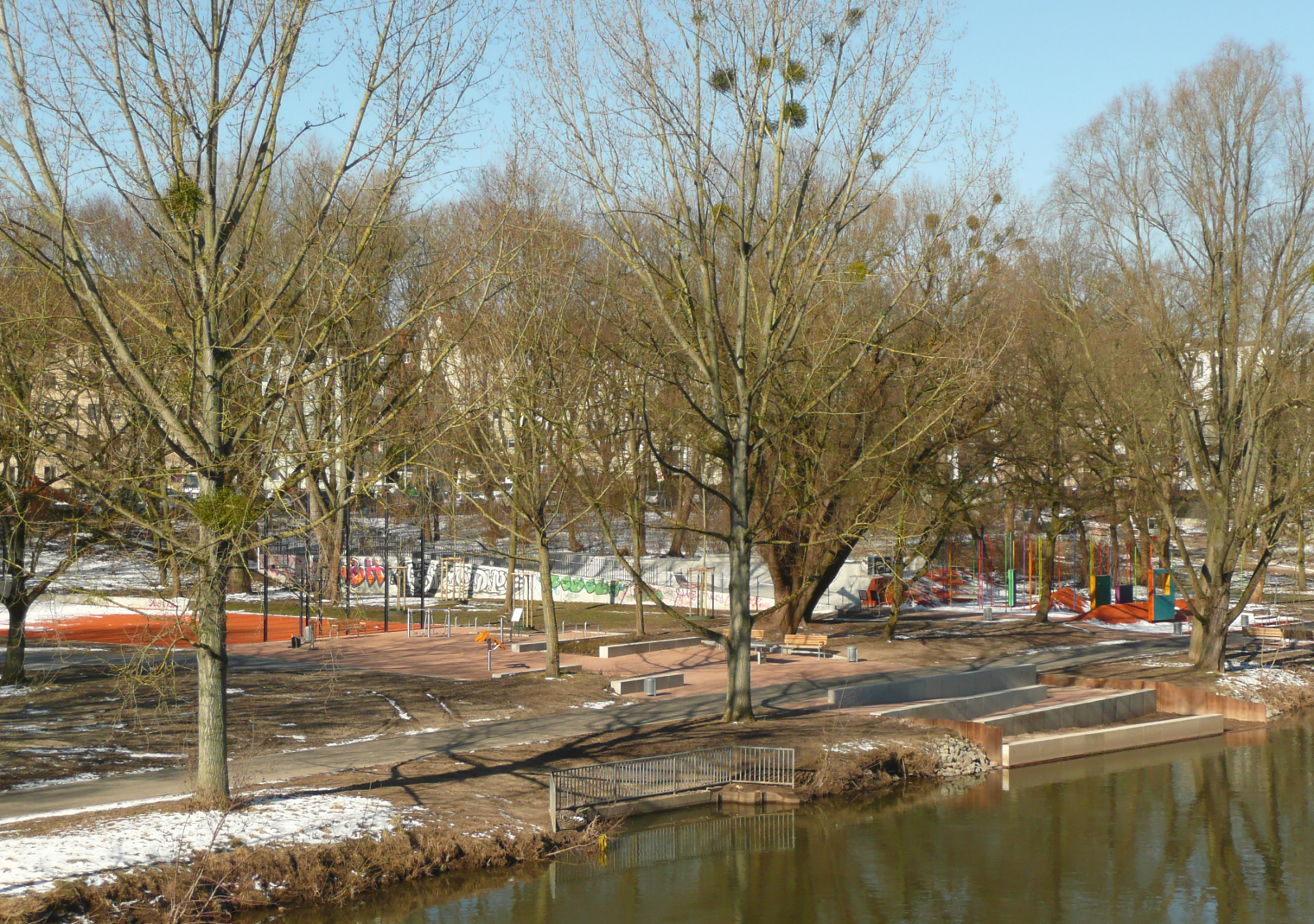
Blick auf den Stadtteilpark Linden-Süd an der Ihme

Der Stadtteilpark Linden-Süd in Hannover ist eine Parkanlage am Ufer der Ihme und zugleich die größte Grünfläche im hannoverschen Stadtteil Linden-Süd. Auf einem zuvor verwilderten Areal ist mit Bürgerbeteiligung seit September 2016 so ein 2,6 Hektar großes und mit Sport- und Freizeitanlagen gestaltetes Mehrgenerationengelände zwischen der Legionsbrücke und dem Gelände hinter der ehemaligen Hautklinik entstanden.

## Geschichte und Beschreibung

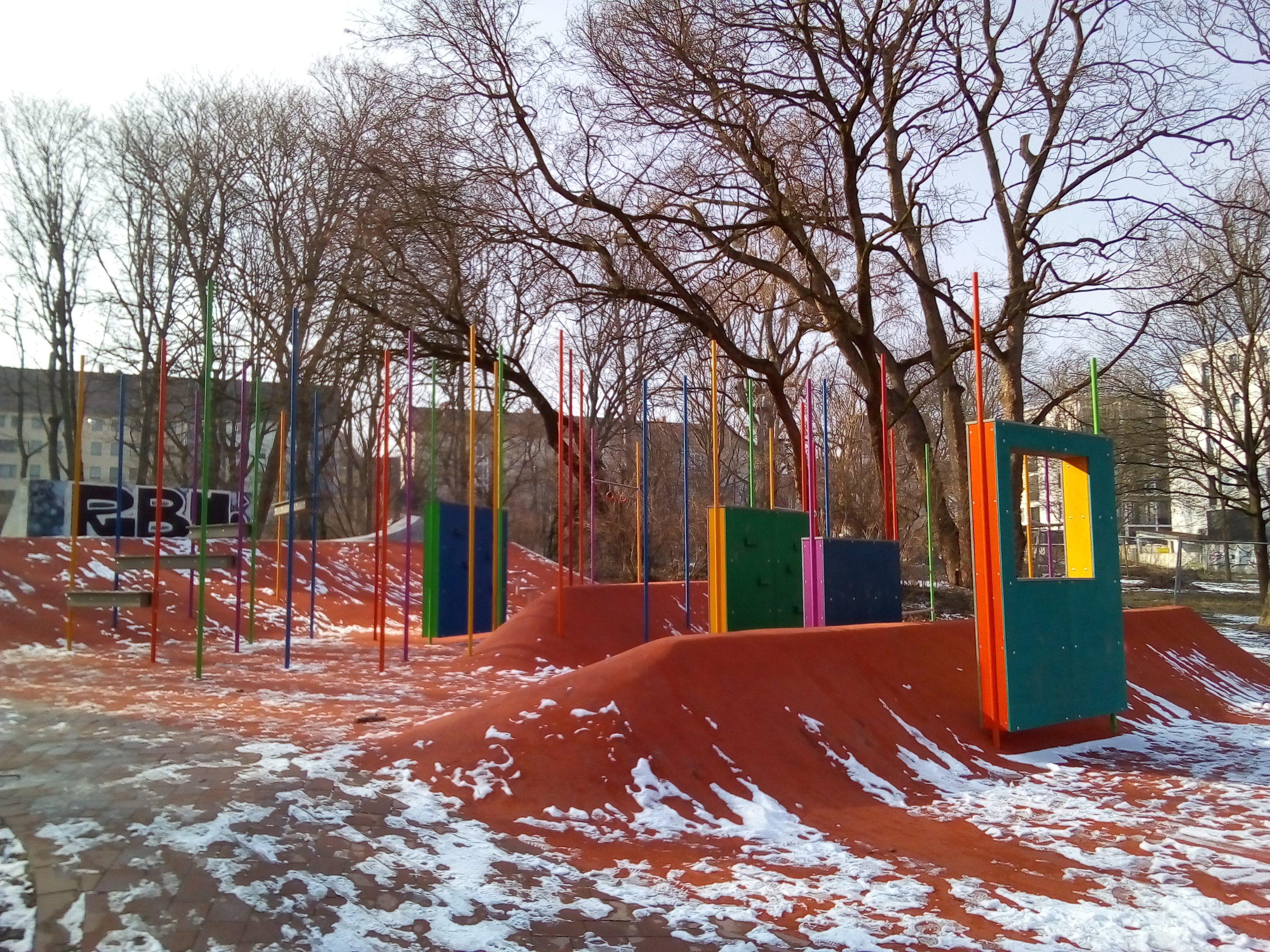
Stangen-Fitnesswald im Stadtteilpark

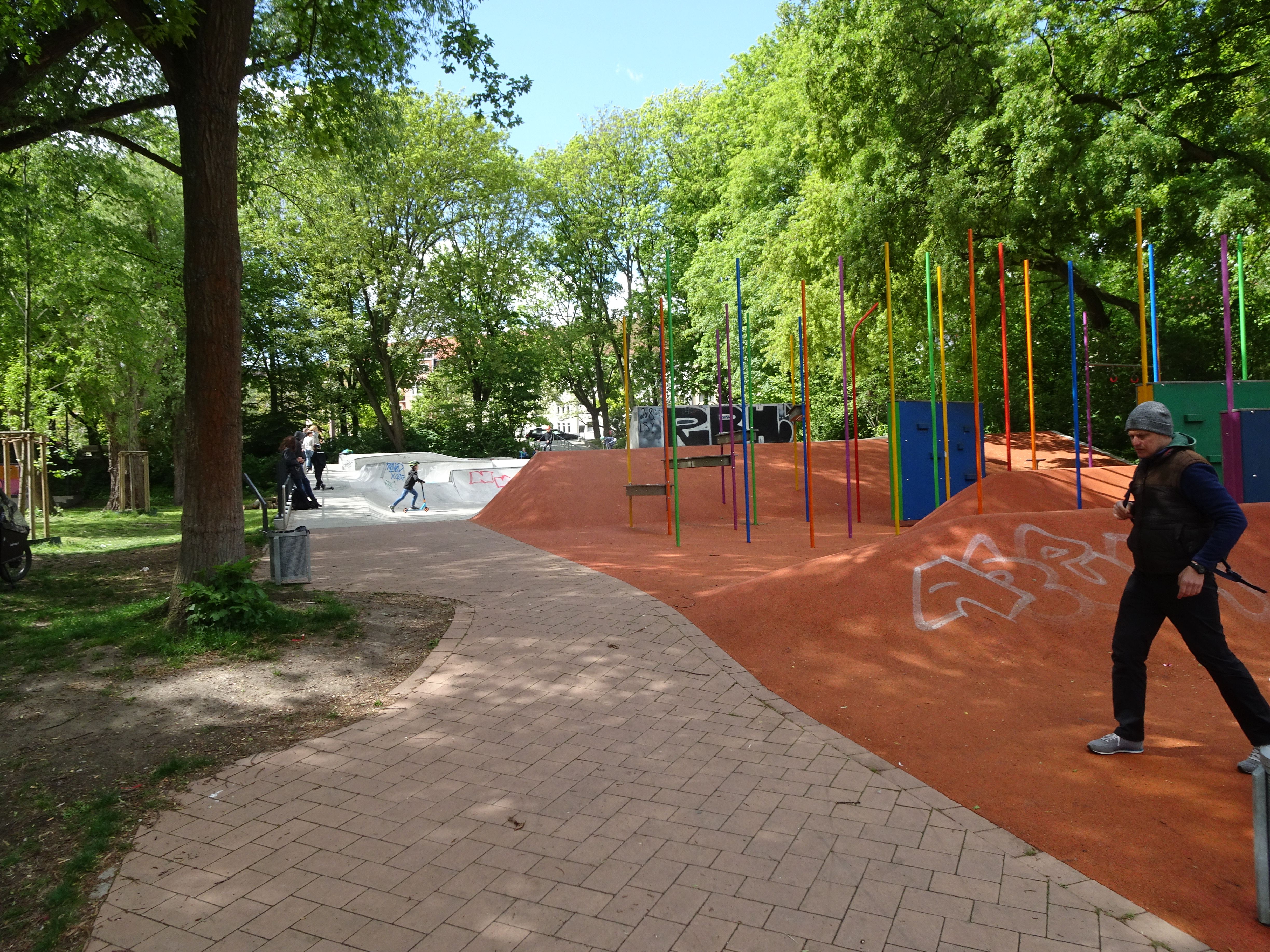
Stadtteilpark Linden-Süd in Hannover

Der Stadtteilpark Linden-Süd ist barrierefrei zu erreichen und bietet unter anderem „Hannovers erstes öffentliches Basketballfeld“ sowie einen sogenannten „Pool“ und eine „Free-Flow-Arena“ für Skater. Zudem wurde ein „Stangenfitnesswald“ für anspruchsvolle Bewegungsmöglichkeiten eingerichtet.
Zwischen großen Eichen, Erlen, Kastanien und Rotbuchen wurden nach Plänen der Landschaftsarchitektin Gwendolyn Kusters Parkbänke aufgestellt; Erholungssuchende können sich aber auch auf dafür angelegten Steintreppen am Ufer niederlassen. Insbesondere in den Wintermonaten ist das Areal allerdings schon mehrfach bis zur Hälfte durch eines der Hochwasser in Hannover überflutet worden.
Ein Drittel der Parkanlage wird erst ab dem Sommer 2018 fertiggestellt werden, laut Hannovers Umweltdezernentin Sabine Tegtmeyer-Dette „natürlich wieder mit Beteiligung der Bürger“. Die Anlage parallel zu einer ausgeschilderten Fahrradroute des Radwegenetzes der Region Hannover soll laut dem Umweltdezernenten der Region Hannover, Axel Priebs, auch einen Anleger für Paddel- und Ruderboote erhalten.